# Liste des leaders des classements mondiaux de cyclisme sur route
L'Union cycliste internationale a mis en place depuis 1984 une série de classements permettant de désigner les meilleurs coureurs mondiaux. Voici les listes de leurs leaders.

## Palmarès du meilleur coureur
Le tableau suivant liste les lauréats des différents classements mondiaux en vigueur depuis 1948.
| Saison | Challenge Desgrange-Colombo (1948-1958) Super Prestige Pernod (1959-1987) | Classement FICP (1984-1992) Classement UCI (1993-2004) Classement mondial UCI (2016-) | Coupe du monde (1989-2004) | UCI ProTour (2005-2008) Calendrier mondial UCI (2009-2010) UCI World Tour (2011-2018) |
| ------ | ------------------------------------------------------------------------- | ------------------------------------------------------------------------------------- | -------------------------- | ------------------------------------------------------------------------------------- |
| 1948   | Briek Schotte                                                             |                                                                                       |                            |                                                                                       |
| 1949   | Fausto Coppi                                                              |                                                                                       |                            |                                                                                       |
| 1950   | Ferdi Kübler                                                              |                                                                                       |                            |                                                                                       |
| 1951   | Louison Bobet                                                             |                                                                                       |                            |                                                                                       |
| 1952   | Ferdi Kübler                                                              |                                                                                       |                            |                                                                                       |
| 1953   | Loretto Petrucci                                                          |                                                                                       |                            |                                                                                       |
| 1954   | Ferdi Kübler                                                              |                                                                                       |                            |                                                                                       |
| 1955   | Stan Ockers                                                               |                                                                                       |                            |                                                                                       |
| 1956   | Alfred De Bruyne                                                          |                                                                                       |                            |                                                                                       |
| 1957   | Alfred De Bruyne                                                          |                                                                                       |                            |                                                                                       |
| 1958   | Alfred De Bruyne                                                          |                                                                                       |                            |                                                                                       |
| 1959   | Henry Anglade                                                             |                                                                                       |                            |                                                                                       |
| 1960   | Jean Graczyk                                                              |                                                                                       |                            |                                                                                       |
| 1961   | Jacques Anquetil                                                          |                                                                                       |                            |                                                                                       |
| 1962   | Jo de Roo                                                                 |                                                                                       |                            |                                                                                       |
| 1963   | Jacques Anquetil                                                          |                                                                                       |                            |                                                                                       |
| 1964   | Raymond Poulidor                                                          |                                                                                       |                            |                                                                                       |
| 1965   | Jacques Anquetil                                                          |                                                                                       |                            |                                                                                       |
| 1966   | Jacques Anquetil                                                          |                                                                                       |                            |                                                                                       |
| 1967   | Jan Janssen                                                               |                                                                                       |                            |                                                                                       |
| 1968   | Herman Van Springel                                                       |                                                                                       |                            |                                                                                       |
| 1969   | Eddy Merckx                                                               |                                                                                       |                            |                                                                                       |
| 1970   | Eddy Merckx                                                               |                                                                                       |                            |                                                                                       |
| 1971   | Eddy Merckx                                                               |                                                                                       |                            |                                                                                       |
| 1972   | Eddy Merckx                                                               |                                                                                       |                            |                                                                                       |
| 1973   | Eddy Merckx                                                               |                                                                                       |                            |                                                                                       |
| 1974   | Eddy Merckx                                                               |                                                                                       |                            |                                                                                       |
| 1975   | Eddy Merckx                                                               |                                                                                       |                            |                                                                                       |
| 1976   | Freddy Maertens                                                           |                                                                                       |                            |                                                                                       |
| 1977   | Freddy Maertens                                                           |                                                                                       |                            |                                                                                       |
| 1978   | Francesco Moser                                                           |                                                                                       |                            |                                                                                       |
| 1979   | Bernard Hinault                                                           |                                                                                       |                            |                                                                                       |
| 1980   | Bernard Hinault                                                           |                                                                                       |                            |                                                                                       |
| 1981   | Bernard Hinault                                                           |                                                                                       |                            |                                                                                       |
| 1982   | Bernard Hinault                                                           |                                                                                       |                            |                                                                                       |
| 1983   | Greg LeMond                                                               |                                                                                       |                            |                                                                                       |
| 1984   | Sean Kelly                                                                | Sean Kelly                                                                            |                            |                                                                                       |
| 1985   | Sean Kelly                                                                | Sean Kelly                                                                            |                            |                                                                                       |
| 1986   | Sean Kelly                                                                | Sean Kelly                                                                            |                            |                                                                                       |
| 1987   | Stephen Roche                                                             | Sean Kelly                                                                            |                            |                                                                                       |
| 1988   |                                                                           | Sean Kelly                                                                            |                            |                                                                                       |
| 1989   | Laurent Fignon                                                            | Sean Kelly                                                                            |                            |                                                                                       |
| 1990   | Gianni Bugno                                                              | Gianni Bugno                                                                          |                            |                                                                                       |
| 1991   | Gianni Bugno                                                              | Maurizio Fondriest                                                                    |                            |                                                                                       |
| 1992   | Miguel Indurain                                                           | Olaf Ludwig                                                                           |                            |                                                                                       |
| 1993   | Miguel Indurain                                                           | Maurizio Fondriest                                                                    |                            |                                                                                       |
| 1994   | Tony Rominger                                                             | Gianluca Bortolami                                                                    |                            |                                                                                       |
| 1995   | Laurent Jalabert                                                          | Johan Museeuw                                                                         |                            |                                                                                       |
| 1996   | Laurent Jalabert                                                          | Johan Museeuw                                                                         |                            |                                                                                       |
| 1997   | Laurent Jalabert                                                          | Michele Bartoli                                                                       |                            |                                                                                       |
| 1998   | Michele Bartoli                                                           | Michele Bartoli                                                                       |                            |                                                                                       |
| 1999   | Laurent Jalabert                                                          | Andreï Tchmil                                                                         |                            |                                                                                       |
| 2000   | Francesco Casagrande                                                      | Erik Zabel                                                                            |                            |                                                                                       |
| 2001   | Erik Zabel                                                                | Erik Dekker                                                                           |                            |                                                                                       |
| 2002   | Erik Zabel                                                                | Paolo Bettini                                                                         |                            |                                                                                       |
| 2003   | Paolo Bettini                                                             | Paolo Bettini                                                                         |                            |                                                                                       |
| 2004   | Damiano Cunego                                                            | Paolo Bettini                                                                         |                            |                                                                                       |
| 2005   |                                                                           |                                                                                       | Danilo Di Luca             |                                                                                       |
| 2006   | Alejandro Valverde                                                        |                                                                                       |                            |                                                                                       |
| 2007   | Cadel Evans                                                               |                                                                                       |                            |                                                                                       |
| 2008   | Alejandro Valverde                                                        |                                                                                       |                            |                                                                                       |
| 2009   | Alberto Contador                                                          |                                                                                       |                            |                                                                                       |
| 2010   | Joaquim Rodríguez                                                         |                                                                                       |                            |                                                                                       |
| 2011   | Philippe Gilbert                                                          |                                                                                       |                            |                                                                                       |
| 2012   | Joaquim Rodríguez                                                         |                                                                                       |                            |                                                                                       |
| 2013   | Joaquim Rodríguez                                                         |                                                                                       |                            |                                                                                       |
| 2014   | Alejandro Valverde                                                        |                                                                                       |                            |                                                                                       |
| 2015   | Alejandro Valverde                                                        |                                                                                       |                            |                                                                                       |
| 2016   | Peter Sagan                                                               | Peter Sagan                                                                           |                            |                                                                                       |
| 2017   | Greg Van Avermaet                                                         | Greg Van Avermaet                                                                     |                            |                                                                                       |
| 2018   | Alejandro Valverde                                                        | Simon Yates                                                                           |                            |                                                                                       |
| 2019   | Primož Roglič                                                             |                                                                                       |                            |                                                                                       |
| 2020   | Primož Roglič                                                             |                                                                                       |                            |                                                                                       |
| 2021   | Tadej Pogačar                                                             |                                                                                       |                            |                                                                                       |
| 2022   | Tadej Pogačar                                                             |                                                                                       |                            |                                                                                       |
| 2023   | Tadej Pogačar                                                             |                                                                                       |                            |                                                                                       |

## Palmarès de la meilleure équipe
Le tableau suivant liste les meilleures équipes par saison.
En 1961, est créé un classement par équipes : la Coupe du monde intermarques. Le classement concerne 12 classiques internationales (3 en France, 3 en Belgique, 3 en Italie et 3 dans d'autres pays) en additionnant les performances des coureurs de chaque équipe. En 1989, est créée la Coupe du monde "Perrier" sous le même le principe. Parallèlement, un classement UCI comprenant également des courses par étapes est mis en place. En 2005, ce deux classements sont remplacés par le ProTour.
| Saison | Coupe du monde intermarques (1961-1988) |                            |
| ------ | --------------------------------------- | -------------------------- |
| 1961   | Carpano                                 |                            |
| 1962   | Flandria-Faema                          |                            |
| 1963   | Peugeot                                 |                            |
| 1964   | Wiels Groene Leeuw                      |                            |
| 1965   | Ford-Gitane                             |                            |
| 1966   | Mann-Grundig                            |                            |
| 1967   | Salvarani                               |                            |
| 1968   | Mann-Grundig                            |                            |
| 1969   | Faema                                   |                            |
| 1970   | Flandria Mars                           |                            |
| 1971   | Molteni                                 |                            |
| 1972   | Molteni                                 |                            |
| 1973   | Flandria-Shimano-Carpenter              |                            |
| 1974   | MIC-Ludo-De Gribaldy                    |                            |
| 1975   | Molteni                                 |                            |
| 1976   | IJsboerke-Colnago                       |                            |
| 1977   | Brooklyn                                |                            |
| 1978   | Sanson-Campagnolo                       |                            |
| 1979   | TI-Raleigh-McGregor                     |                            |
| 1980   | IJsboerke-Warncke Eis                   |                            |
| 1981   | Daf Trucks-Côte d'Or-Gazelle            |                            |
| 1982   | TI-Raleigh-Campagnolo                   |                            |
| 1983   | TI-Raleigh-Campagnolo                   |                            |
| 1984   | Panasonic-Raleigh                       |                            |
| 1985   | Panasonic-Raleigh                       |                            |
| 1986   | Kwantum-Decosol                         |                            |
| 1987   | Panasonic                               |                            |
| 1988   | PDM                                     |                            |
| Saison | Coupe du monde (1989-2004)              |                            |
| 1989   | PDM-Concorde                            |                            |
| 1990   | PDM-Concorde                            |                            |
| 1991   | Panasonic                               |                            |
| 1992   | Panasonic                               |                            |
| 1993   | GB-MG Maglificio                        | Classement UCI (1994-2004) |
| 1994   | GB-MG Maglificio                        | Mapei-CLAS                 |
| 1995   | Mapei-GB                                | Mapei-GB                   |
| 1996   | Mapei-GB                                | Mapei-GB                   |
| 1997   | La Française des jeux                   | Mapei-GB                   |
| 1998   | Mapei-Bricobi                           | Mapei-Bricobi              |
| 1999   | Rabobank                                | Mapei-Quick Step           |
| 2000   | Mapei-Quick Step                        | Mapei-Quick Step           |
| 2001   | Rabobank                                | Fassa Bortolo              |
| 2002   | Mapei-Quick Step                        | Mapei-Quick Step           |
| 2003   | Saeco Macchine per Caffè                | Fassa Bortolo              |
| 2004   | T-Mobile                                | T-Mobile                   |
|        | UCI ProTour (2005-2008)                 |                            |
| 2005   | CSC                                     |                            |
| 2006   | CSC                                     |                            |
| 2007   | CSC                                     |                            |
| 2008   | Caisse d'Épargne                        |                            |
|        | Calendrier mondial UCI (2009-2010)      |                            |
| 2009   | Astana                                  |                            |
| 2010   | Saxo Bank                               |                            |
|        | UCI World Tour (2011-2018)              |                            |
| 2011   | Omega Pharma-Lotto                      |                            |
| 2012   | Sky                                     |                            |
| 2013   | Movistar                                |                            |
| 2014   | Movistar                                |                            |
| 2015   | Movistar                                |                            |
| 2016   | Movistar                                |                            |
| 2017   | Sky                                     |                            |
| 2018   | Quick-Step Floors                       |                            |
|        | Classement mondial UCI (2019-)          |                            |
| 2019   | Deceuninck-Quick Step                   |                            |
| 2020   | Jumbo-Visma                             |                            |
| 2021   | Deceuninck-Quick Step                   |                            |
| 2022   | Jumbo-Visma                             |                            |
| 2023   | UAE Team Emirates                       |                            |
| 2024   | UAE Team Emirates                       |                            |
| 2025   | .                                       |                            |

## Classement par circuit (depuis 2005)

### Classement UCI World Tour
La saison se déroule du 1er janvier au 31 décembre. Le classement s'est appelé « Classement UCI ProTour » de 2005 à 2008. Avec le départ dès 2007 d'une partie des grandes courses de ce classement, il a été fortement décrié. En 2009, l'association du ProTour et du « Calendrier historique » a permis l'établissement d'un nouveau classement plus fiable : le calendrier mondial UCI. En 2011, il est remplacé par l'UCI World Tour qui reprend le modèle de l'UCI ProTour. En 2019, il est remplacé par le classement mondial UCI.
| Année | Individuel                                          | Nation  | Équipe             |
| ----- | --------------------------------------------------- | ------- | ------------------ |
| 2005  | Danilo Di Luca (Liquigas-Bianchi)                   | Italie  | CSC                |
| 2006  | Alejandro Valverde (Caisse d'Épargne-Illes Balears) | Espagne | CSC                |
| 2007  | Cadel Evans (Predictor-Lotto)                       | Espagne | CSC                |
| 2008  | Alejandro Valverde (Caisse d'Épargne)               | Espagne | Caisse d'Épargne   |
| 2009  | Alberto Contador (Astana)                           | Espagne | Astana             |
| 2010  | Joaquim Rodríguez (Katusha)                         | Espagne | Saxo Bank          |
| 2011  | Philippe Gilbert (Omega Pharma-Lotto)               | Italie  | Omega Pharma-Lotto |
| 2012  | Joaquim Rodríguez (Katusha)                         | Espagne | Sky                |
| 2013  | Joaquim Rodríguez (Katusha)                         | Espagne | Movistar           |
| 2014  | Alejandro Valverde (Movistar)                       | Espagne | Movistar           |
| 2015  | Alejandro Valverde (Movistar)                       | Espagne | Movistar           |
| 2016  | Peter Sagan (Tinkoff)                               |         | Movistar           |
| 2017  | Greg Van Avermaet (BMC Racing)                      |         | Sky                |
| 2018  | Simon Yates (Mitchelton-Scott)                      |         | Quick-Step Floors  |

### Africa Tour
| Année     | Individuel                           | Nation         | Équipe                               |
| --------- | ------------------------------------ | -------------- | ------------------------------------ |
| 2005      | Tiaan Kannemeyer (Barloworld-Valsir) | Afrique du Sud | Barloworld-Valsir                    |
| 2005-2006 | Rabaki Jérémie Ouedraogo             | Afrique du Sud | Capec                                |
| 2006-2007 | Hassen Ben Nasser                    | Afrique du Sud | Barloworld                           |
| 2007-2008 | Nicholas White (MTN)                 | Afrique du Sud | MTN                                  |
| 2008-2009 | Dan Craven (Rapha Condor)            | Afrique du Sud | Barloworld                           |
| 2009-2010 | Abdelati Saadoune                    | Maroc          | MTN Energade                         |
| 2010-2011 | Adil Jelloul                         | Maroc          | Groupement Sportif Pétrolier Algérie |
| 2011-2012 | Tarik Chaoufi                        | Maroc          | MTN Qhubeka                          |
| 2012-2013 | Adil Jelloul                         | Maroc          | MTN-Qhubeka                          |
| 2013-2014 | Mekseb Debesay                       | Maroc          | MTN-Qhubeka                          |
| 2014-2015 | Salaheddine Mraouni                  | Maroc          | Skydive Dubai-Al Ahli Club           |
| 2015-2016 | Tesfom Okubamariam                   | Érythrée       | Al Nasr Dubaï                        |
| 2016-2017 | Willie Smit                          | Érythrée       | Bike Aid                             |
| 2017-2018 | Joseph Areruya                       | Érythrée       | Sovac-Natura4Ever                    |
| 2018-2019 | Daryl Impey                          | Afrique du Sud | ProTouch                             |
| 2019-2020 | Daryl Impey                          | Afrique du Sud | ProTouch                             |
| 2020-2021 | Biniam Girmay                        | Afrique du Sud | ProTouch                             |
| 2021-2022 | Biniam Girmay                        | Érythrée       | ProTouch                             |
| 2022-2023 | Henok Mulubrhan                      | Érythrée       | Sidi Ali-Unlock Team                 |
| 2023-2024 | Biniam Girmay                        | Érythrée       | Madar Pro Cycling Team               |
| 2024-2025 | .                                    | .              | .                                    |

### America Tour
| Année     | Individuel                                                        | Nation     | Équipe                                          |
| --------- | ----------------------------------------------------------------- | ---------- | ----------------------------------------------- |
| 2005      | Edgardo Simón (Colombia Selle-Italia)                             | Brésil     | Health Net-Maxxis                               |
| 2005-2006 | José Serpa (Selle Italia-Serramenti Diquigiovanni)                | Colombie   | Selle Italia-Serramenti Diquigiovanni           |
| 2006-2007 | Svein Tuft (Symmetrics)                                           | Colombie   | Symmetrics                                      |
| 2007-2008 | Manuel Medina (Gobernación del Zulia-BOD)                         | États-Unis | Garmin-Chipotle                                 |
| 2008-2009 | Gregorio Ladino (Tecos de la Universidad Autónoma de Guadalajara) | Colombie   | Serramenti PVC Diquigiovanni-Androni Giocattoli |
| 2009-2010 | Gregorio Ladino (Boyacá es Para Vivirla)                          | Colombie   | Funvic-Pindamonhangaba                          |
| 2010-2011 | Miguel Ubeto (Lotería del Táchira)                                | Colombie   | EPM-UNE                                         |
| 2011-2012 | Rory Sutherland (UnitedHealthcare)                                | Colombie   | Real                                            |
| 2012-2013 | Janier Acevedo (Jamis-Hagens Berman)                              | Colombie   | UnitedHealthcare                                |
| 2013-2014 | Juan Carlos Rojas                                                 | États-Unis | SmartStop                                       |
| 2014-2015 | Toms Skujins (Hincapie Racing)                                    | Colombie   | Optum-Kelly Benefit Strategies                  |
| 2015-2016 | Greg Van Avermaet                                                 | Colombie   | Holowesko-Citadel-Hincapie Sportswear           |
| 2016-2017 | Serghei Ţvetcov                                                   | Colombie   | Rally Cycling                                   |
| 2017-2018 | Gavin Mannion                                                     | Colombie   | UnitedHealthcare                                |
| 2018-2019 | Egan Bernal                                                       | Colombie   | Medellín                                        |
| 2019-2020 | Richard Carapaz                                                   | Colombie   | Medellín                                        |
| 2020-2021 | Egan Bernal                                                       | Colombie   | Rally Cycling                                   |
| 2021-2022 | Sergio Higuita                                                    | Colombie   | Human Powered Health                            |
| 2022-2023 | Sepp Kuss                                                         | États-Unis | Human Powered Health                            |
| 2023-2024 | Matteo Jorgenson                                                  | États-Unis | Lidl-Trek Future Racing                         |
| 2024-2025 | .                                                                 | .          | .                                               |

### Asia Tour
| Année     | Individuel                                          | Nation     | Équipe                          |
| --------- | --------------------------------------------------- | ---------- | ------------------------------- |
| 2005      | Andrey Mizourov (Capec)                             | Kazakhstan | Giant Asia Racing               |
| 2005-2006 | Ghader Mizbani (Giant Asia Racing)                  | Iran       | Giant Asia Racing               |
| 2006-2007 | Hossein Askari (Giant Asia Racing)                  | Iran       | Giant Asia Racing               |
| 2007-2008 | Hossein Askari (Tabriz Petrochimical)               | Japon      | Tabriz Petrochimical            |
| 2008-2009 | Ghader Mizbani (Petrochemical Tabriz)               | Kazakhstan | Petrochemical Tabriz            |
| 2009-2010 | Mahdi Sohrabi (Tabriz Petrochimical)                | Iran       | Tabriz Petrochimical            |
| 2010-2011 | Mahdi Sohrabi (Tabriz Petrochimical)                | Iran       | Tabriz Petrochimical            |
| 2011-2012 | Hossein Alizadeh (Tabriz Petrochimical)             | Kazakhstan | Terengganu                      |
| 2012-2013 | Julián Arredondo (Nippo-De Rosa)                    | Iran       | Tabriz Petrochimical            |
| 2013-2014 | Mirsamad Pourseyedigolakhour (Tabriz Petrochimical) | Iran       | Tabriz Petrochimical            |
| 2014-2015 | Mirsamad Pourseyedigolakhour (Tabriz Petrochimical) | Iran       | Pishgaman Giant                 |
| 2015-2016 | Mark Cavendish                                      | Iran       | Pishgaman Giant                 |
| 2016-2017 | Mauricio Ortega                                     | Kazakhstan | Ukyo                            |
| 2017-2018 | Alexey Lutsenko                                     | Kazakhstan | Kinan                           |
| 2018-2019 | Alexey Lutsenko                                     | Kazakhstan | Terengganu Inc-TSG              |
| 2019-2020 | Alexey Lutsenko                                     | Kazakhstan | Sapura                          |
| 2020-2021 | Alexey Lutsenko                                     | Kazakhstan | Terengganu Cycling Team         |
| 2021-2022 | Alexey Lutsenko                                     | Kazakhstan | Terengganu Polygon Cycling Team |
| 2022-2023 | Alexey Lutsenko                                     | Kazakhstan | Terengganu Polygon Cycling Team |
| 2023-2024 | Alexey Lutsenko                                     | Kazakhstan | Terengganu Cycling Team         |
| 2024-2025 | .                                                   | .          | .                               |

### Europe Tour
| Année | Individuel                                                       | Nation   | Équipe                       |
| ----- | ---------------------------------------------------------------- | -------- | ---------------------------- |
| 2005  | Murilo Fischer (Naturino-Sapore di Mare)                         | Italie   | Ceramica Panaria-Navigare    |
| 2006  | Niko Eeckhout (Chocolade Jacques-Topsport Vlaanderen)            | Italie   | Acqua & Sapone-Caffè Mokambo |
| 2007  | Alessandro Bertolini (Serramenti PVC Diquigiovanni-Selle Italia) | Italie   | Rabobank Continental         |
| 2008  | Enrico Gasparotto (Barloworld)                                   | Italie   | Acqua & Sapone-Caffè Mokambo |
| 2009  | Giovanni Visconti (ISD-Neri)                                     | Italie   | Agritubel                    |
| 2010  | Giovanni Visconti (ISD-Neri)                                     | Italie   | Vacansoleil                  |
| 2011  | Giovanni Visconti (Farnese Vini-Neri Sottoli)                    | Italie   | FDJ                          |
| 2012  | John Degenkolb (Argos-Shimano)                                   | Italie   | Saur-Sojasun                 |
| 2013  | Riccardo Zoidl (Gourmetfein Simplon)                             | France   | Europcar                     |
| 2014  | Tom Van Asbroeck (Topsport Vlaanderen-Baloise)                   | Italie   | Topsport Vlaanderen-Baloise  |
| 2015  | Nacer Bouhanni (Cofidis)                                         | Italie   | Topsport Vlaanderen-Baloise  |
| 2016  | Baptiste Planckaert                                              | Belgique | Wanty-Groupe Gobert          |
| 2017  | Nacer Bouhanni                                                   | France   | Wanty-Groupe Gobert          |
| 2018  | Hugo Hofstetter                                                  | Belgique | Wanty-Groupe Gobert          |
| 2019  | Primož Roglič                                                    | Belgique | Total Direct Énergie         |
| 2020  | Primož Roglič                                                    | France   | Alpecin-Fenix                |
| 2021  | Tadej Pogačar                                                    | Belgique | Alpecin-Fenix                |
| 2022  | Tadej Pogačar                                                    | Belgique | Alpecin-Fenix                |
| 2023  | Tadej Pogačar                                                    | Belgique | Lotto Dstny                  |
| 2024  | Tadej Pogačar                                                    | Belgique | Lotto Dstny                  |
| 2025  | .                                                                | .        | .                            |

### Oceania Tour
| Année | Individuel                                     | Nation           | Équipe                                  |
| ----- | ---------------------------------------------- | ---------------- | --------------------------------------- |
| 2005  | Robert McLachlan (MG XPower-Bigpond)           | Australie        | MG XPower-Bigpond                       |
| 2006  | Gordon McCauley (Successfulliving.com-Parkpre) | Australie        | Successfulliving.com-Parkpre            |
| 2007  | Robert McLachlan (Drapac Porsche)              | Australie        | Drapac Porsche Development Program      |
| 2008  | Hayden Roulston                                | Australie        | Australian Institute of Sport           |
| 2009  | Peter McDonald (Drapac Porsche)                | Australie        | Drapac Porsche Cycling                  |
| 2010  | Michael Matthews (Jayco-Skins)                 | Australie        | Jayco-Skins                             |
| 2011  | Richard Lang (Jayco-AIS)                       | Australie        | Jayco-AIS                               |
| 2012  | Paul Odlin (Subway)                            | Australie        | Jayco-AIS                               |
| 2013  | Damien Howson                                  | Australie        | Huon Salmon-Genesys Wealth Advisers     |
| 2014  | Robert Power                                   | Australie        | Avanti                                  |
| 2015  | Taylor Karl Gunman (Avanti)                    | Nouvelle-Zélande | Avanti Racing Team                      |
| 2016  | Sean Lake                                      | Australie        | Avanti IsoWhey Sports                   |
| 2017  | Lucas Hamilton                                 | Australie        | Mitchelton Scott                        |
| 2018  | Chris Harper                                   | Australie        | Bennelong-SwissWellness-Cervélo         |
| 2019  | Caleb Ewan                                     | Australie        | Team BridgeLane                         |
| 2020  | Richie Porte                                   | Australie        | St George Continental                   |
| 2021  | Richie Porte                                   | Australie        | Black Spoke Pro Cycling                 |
| 2022  | Michael Matthews                               | Australie        | Bolton Equities Black Spoke Pro Cycling |
| 2023  | Kaden Groves                                   | Australie        | Bolton Equities Black Spoke Pro Cycling |
| 2024  | Kaden Groves                                   | Australie        | Team BridgeLane                         |
| 2025  | .                                              | .                | .                                       |

## Classement féminin
Le tableau suivant liste les lauréates des différents classements mondiaux en vigueur depuis 1989.
|        | Classement UCI (1989-) | Classement UCI (1989-)    | Classement UCI (1989-) |                            |                               |
| Saison | Coureuse               | Coureuse                  | Coureuse               |                            |                               |
| ------ | ---------------------- | ------------------------- | ---------------------- | -------------------------- | ----------------------------- |
| 1989   | Jeannie Longo-Ciprelli | Jeannie Longo-Ciprelli    | Jeannie Longo-Ciprelli |                            |                               |
| 1990   | Catherine Marsal       | Catherine Marsal          | Catherine Marsal       |                            |                               |
| 1991   | Leontien van Moorsel   | Leontien van Moorsel      | Leontien van Moorsel   |                            |                               |
| 1992   | Leontien van Moorsel   | Leontien van Moorsel      | Leontien van Moorsel   |                            |                               |
| 1993   | Leontien van Moorsel   | Leontien van Moorsel      | Leontien van Moorsel   |                            |                               |
| 1994   | Monica Valvik-Valen    | Monica Valvik-Valen       | Monica Valvik-Valen    |                            |                               |
| 1995   | Jeannie Longo-Ciprelli | Jeannie Longo-Ciprelli    | Jeannie Longo-Ciprelli |                            |                               |
| 1996   | Jeannie Longo-Ciprelli | Jeannie Longo-Ciprelli    | Jeannie Longo-Ciprelli |                            |                               |
| 1997   | Hanka Kupfernagel      | Hanka Kupfernagel         | Hanka Kupfernagel      | Coupe du monde (1998-2015) | Coupe du monde (1998-2015)    |
| Saison | Coureuse               | Meilleure équipe          | Meilleure nation       | Coureuse                   | Meilleure équipe              |
| 1998   | Diana Žiliūtė          |                           | Lituanie               | Diana Žiliūtė              |                               |
| 1999   | Hanka Kupfernagel      | Saturn                    | Allemagne              | Anna Wilson                |                               |
| 2000   | Diana Žiliūtė          | Acca Due O-Lorena Camicie | Italie                 | Diana Žiliūtė              |                               |
| 2001   | Anna Millward          | Saturn                    | Allemagne              | Anna Millward              |                               |
| 2002   | Susanne Ljungskog      | Saturn                    | Allemagne              | Petra Rossner              |                               |
| 2003   | Susanne Ljungskog      | Bik-Power Plate           | Allemagne              | Nicole Cooke               |                               |
| 2004   | Judith Arndt           | Nürnberger Versicherung   | Allemagne              | Oenone Wood                |                               |
| 2005   | Oenone Wood            | Nürnberger Versicherung   | Allemagne              | Oenone Wood                |                               |
| 2006   | Nicole Cooke           | Univega Pro Cycling Team  | Allemagne              | Nicole Cooke               | Univega Pro Cycling Team      |
| 2007   | Marianne Vos           | T-Mobile Women            | Allemagne              | Marianne Vos               | Raleigh Lifeforce Creation HB |
| 2008   | Marianne Vos           | Team Columbia Women       | Allemagne              | Judith Arndt               | Team Columbia Women           |
| 2009   | Marianne Vos           | Cervélo TestTeam Women    | Pays-Bas               | Marianne Vos               | Cervélo TestTeam Women        |
| 2010   | Marianne Vos           | Cervélo TestTeam Women    | Pays-Bas               | Marianne Vos               | Cervélo TestTeam Women        |
| 2011   | Marianne Vos           | Nederland Bloeit          | Pays-Bas               | Annemiek van Vleuten       | Team Nederland Bloeit         |
| 2012   | Marianne Vos           | Stichting Rabo Women      | Pays-Bas               | Marianne Vos               | Stichting Rabo Women          |
| 2013   | Emma Johansson         | Orica-AIS                 | Pays-Bas               | Marianne Vos               | Rabo Women                    |
| 2014   | Marianne Vos           | Rabo Liv Women            | Pays-Bas               | Elizabeth Armitstead       | Rabo Liv Women                |
| 2015   | Anna van der Breggen   | Rabo Liv Women            | Pays-Bas               | Elizabeth Armitstead       | Rabo Liv Women                |
| Saison | Coureuse               | Meilleure équipe          | Meilleure nation       | UCI World Tour (2016-)     | UCI World Tour (2016-)        |
| 2016   | Megan Guarnier         | Boels Dolmans             | Pays-Bas               | Megan Guarnier             | Boels Dolmans                 |
| 2017   | Annemiek van Vleuten   | Boels Dolmans             | Pays-Bas               | Anna van der Breggen       | Boels Dolmans                 |
| 2018   | Annemiek van Vleuten   | Boels Dolmans             | Pays-Bas               | Annemiek van Vleuten       | Boels Dolmans                 |
| 2019   | Lorena Wiebes          | Boels Dolmans             | Pays-Bas               | Marianne Vos               | Boels Dolmans                 |
| 2020   | Anna van der Breggen   | Trek-Segafredo            | Pays-Bas               | Elizabeth Deignan          | Trek-Segafredo                |
| 2021   | Annemiek van Vleuten   | SD Worx                   | Pays-Bas               | Annemiek van Vleuten       | SD Worx                       |
| 2022   | Annemiek van Vleuten   | SD Worx                   | Pays-Bas               | Annemiek van Vleuten       | SD Worx                       |
| 2023   | Demi Vollering         | SD Worx                   | Pays-Bas               | Demi Vollering             | SD Worx                       |
| 2024   | Lotte Kopecky          | SD Worx                   | Pays-Bas               | Lotte Kopecky              | SD Worx                       |
| 2025   | .                      | .                         | .                      | .                          | .                             |